# Liste der Wappen im Landkreis Aschaffenburg
Die Liste der Wappen im Landkreis Aschaffenburg zeigt die Wappen der Gemeinden im bayerischen Landkreis Aschaffenburg.

## Landkreis Aschaffenburg

Landkreis Aschaffenburg[1]
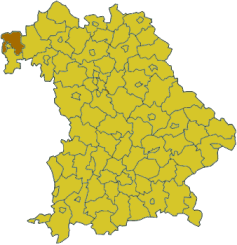
Lage des Landkreises Aschaffenburg in Bayern
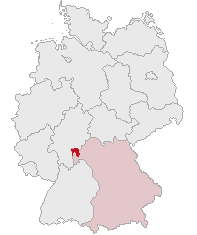
Lage des Landkreises Aschaffenburg in Deutschland
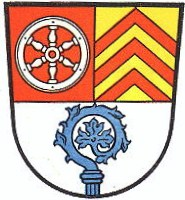
Landkreis Alzenau (–1972)

## Wappen der Städte, Märkte und Gemeinden

Stadt Alzenau
Gemeinde Bessenbach
Gemeinde Blankenbach
Gemeinde Dammbach
Gemeinde Geiselbach
Gemeinde Glattbach
Markt Goldbach
Markt Großostheim
Gemeinde Haibach
Gemeinde Heigenbrücken
Gemeinde Heimbuchenthal
Gemeinde Heinrichsthal
Markt Hösbach
Gemeinde Johannesberg
Gemeinde Kahl a.Main
Gemeinde Karlstein a.Main
Gemeinde Kleinkahl
Gemeinde Kleinostheim
Gemeinde Krombach
Gemeinde Laufach
Gemeinde Mainaschaff
Gemeinde Mespelbrunn
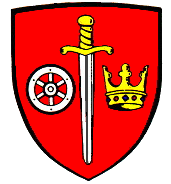
Markt Mömbris
Gemeinde Rothenbuch
Gemeinde Sailauf
Markt Schöllkrippen
Gemeinde Sommerkahl
Markt Stockstadt a.Main
Gemeinde Waldaschaff
Gemeinde Weibersbrunn
Gemeinde Westerngrund
Gemeinde Wiesen

- Stadt
Alzenau[3]
- Gemeinde
Bessenbach[4]
- Gemeinde
Blankenbach[5]
- Gemeinde
Dammbach[6]
- Gemeinde
Geiselbach[7]
- Gemeinde
Glattbach[8]
- Markt
Goldbach[9]
- Markt
Großostheim[10]
- Gemeinde
Haibach[11]
- Gemeinde
Heigenbrücken[12]
- Gemeinde
Heimbuchenthal[13]
- Gemeinde
Heinrichsthal[14]
- Markt
Hösbach[15]
- Gemeinde
Johannesberg[16]
- Gemeinde
Kahl a.Main[17]
- Gemeinde
Karlstein a.Main[18]
- Gemeinde
Kleinkahl[19]
- Gemeinde
Kleinostheim[20]
- Gemeinde
Krombach[21]
- Gemeinde
Laufach[22]
- Gemeinde
Mainaschaff[23]
- Gemeinde
Mespelbrunn[24]
- Markt
Mömbris[25]
- Gemeinde
Rothenbuch[26]
- Gemeinde
Sailauf[27]
- Markt
Schöllkrippen[28]
- Gemeinde
Sommerkahl[29]
- Markt
Stockstadt a.Main[30]
- Gemeinde
Waldaschaff[31]
- Gemeinde
Weibersbrunn[32]
- Gemeinde
Westerngrund[33]
- Gemeinde
Wiesen[34]

## Ehemalige Gemeinden mit eigenem Wappen

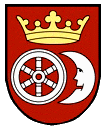
Gemeinde Albstadt
Gemeinde Dettingen a.Main
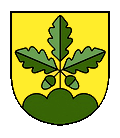
Gemeinde Eichenberg
Gemeinde Großwelzheim
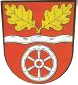
Gemeinde Hain i.Spessart
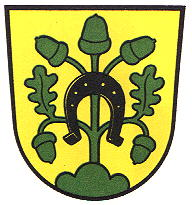
Gemeinde Hörstein
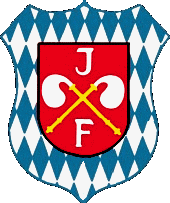
Gemeinde Jakobsthal
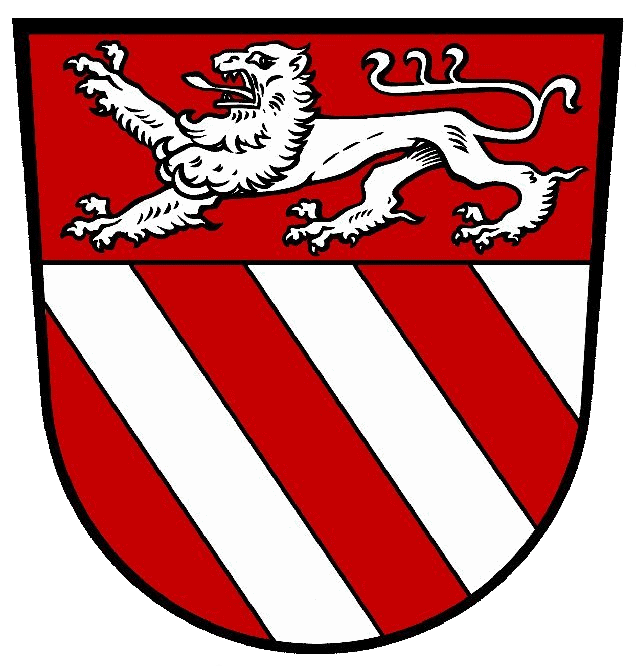
Gemeinde Kälberau
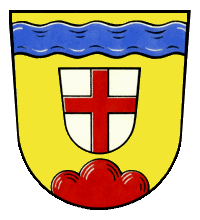
Gemeinde Keilberg
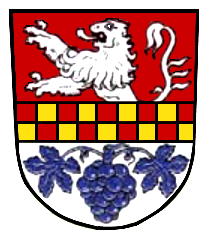
Gemeinde Michelbach
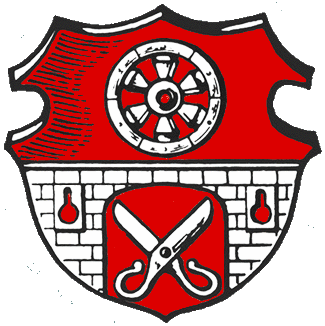
Gemeinde Pflaumheim
Gemeinde Rottenberg[36]
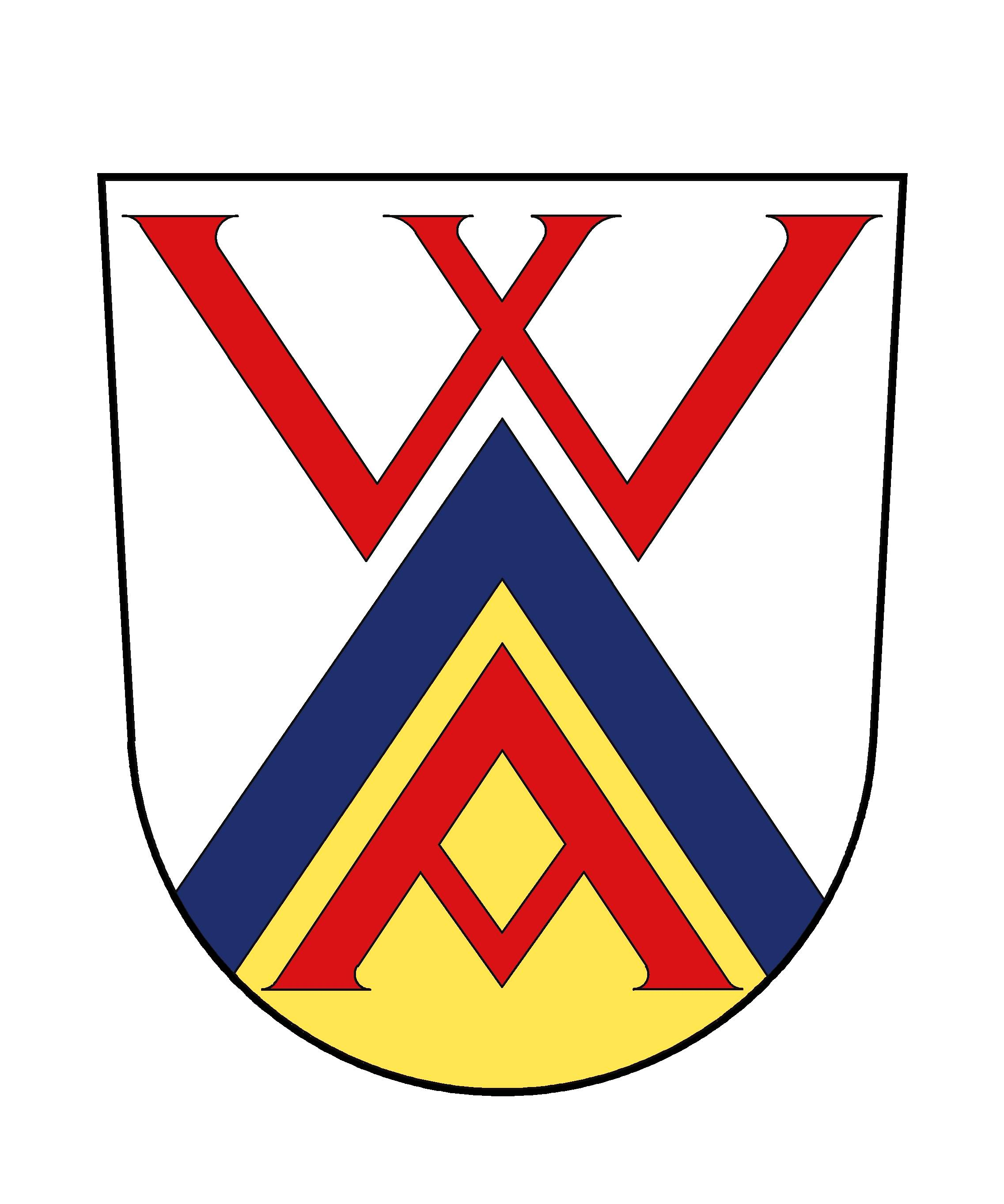
Gemeinde Wasserlos
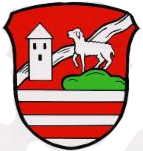
Gemeinde Wenigumstadt
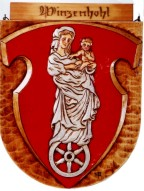
Gemeinde Winzenhohl